# كأس لاتينا 1949

كانت كأس لاتينا لعام 1949 هي النسخة الأولى من كأس لاتينا لكرة القدم . لعبت في مدريد وبرشلونة في صيف عام 1949 وفاز بها نادي برشلونة , وبذلك فازت بأول لقب لها على المستوى الأوروبي .
نادي تورينو ، الذي تعرض قبل شهر من كارثة سوبرغا الجوية ، شارك تورينو بفريق مختلط من اللاعبين الشباب وأول صفقات في سوق الانتقالات ، حيث رأوا أن فرصهم في النجاح قد تعرضت للخطر بشكل لا يمكن إصلاحه.